# Lasioglossum scaphonotum
Lasioglossum scaphonotum là một loài Hymenoptera trong họ Halictidae. Loài này được Strand mô tả khoa học năm 1914.